# Mikrofranchising
Mikrofranchising ist ein Geschäftsmodell, das bewährte Franchisingkonzepte den spezifischen Bedürfnissen kleiner und kleinster Unternehmen (Mikrounternehmen) in Entwicklungsländern anpasst. In Kombination mit Mikrofinanzierungen und Mikrokrediten ist Mikrofranchising ein Faktor in der Armutsbekämpfung.